# Angolositus
Angolositus (лат.) — род жуков из семейства чернотелок. 4 вида.

## Распространение
Встречаются в Африке, в том числе, в таких странах как Ангола, Мозамбик, Танзания.

## Описание
Жуки коричневого и чёрного цвета, длина тела 9 — 11 мм. От близких групп отличается следующими признаками: передний край ментума выемчатый медиально; копулятивная бурса простая; у части видов ещё и структурой глаз (с вдавлением). 7 — 11-й членики усиков расширенные. Ментум с вытянутым основанием. Последний членик максиллярных щупиков широкий. Скутеллюм узкий в основании. Надкрылья с 9 рядами бороздок. Крылья редуцированы. В составе рода 4 вида, один из которых ранее рассматривался в составе рода Opatrinus. Род включают в состав трибы Platynotini (или в подтрибе Platynotina в трибе Pedinini) из подсемейства Blaptinae (ранее их рассматривали в составе подсемейства Tenebrioninae) и он близок к роду Atrocrypticanus.
- Angolositus elevatus (Gerstaecker, 1871)[7]
  - =Pseudoselinus elevatus Gerstaecker, 1871
- Angolositus lidiae Kamiński, 2012[7]
- Angolositus rufimanus (Harold, 1879)
  - =Opatrinus rufimanus Harold, 1879
  - =Selinus rufimanus Gebien, 1910
- Angolositus sadabandeirus Koch, 1955[8]